# Zanícení
Zanícení (v anglickém originále The Quickening) je v pořadí dvacátá čtvrtá epizoda čtvrté sezóny seriálu Star Trek: Stanice Deep Space Nine.

## Příběh
Při cestě Gamma kvadrantem do systému Gavara v runaboutu zachytí Kira, Julian a Jadzia nouzový signál. Zpráva vychází ze soustavy Teplan přímo u hranic s Dominionem, ale Kira se přesto rozhodne signál prozkoumat. Transportují se na povrch planety, jejíž města byla těžce poškozena již před 200 lety Jem'Hadary jako trest za to, že se jim Teplané stavěli na odpor. Navíc byla celá rasa nakažena geneticky vyšlechtěnou nemocí zvanou Sněť, na kterou není lék.
Krátce po přistání pomohou Bashir a Jadzia místní ženě Norvě, která je těžce nemocná, dostat se do nemocnice. Doktor Trevean zde ovšem léčí pouze pacienty s prvními příznaky, těm nevyléčitelným podá jed a nechá je rychle zemřít ve společnosti rodiny. Bashir je tímto přístupem pobouřen a chystá se odletět, nicméně Ekoria, těhotná obyvatelka města, chce využít jeho pomoci. Protože Jem'Hadarové prohledávají soustavu, rozhodne se Kira ukrýt runabout v nedaleké mlhovině a za týden přiletět zpátky. Mezitím budou mít Bashir a Jadzia čas na vyléčení nemoci, Ekoria jim jako útočiště poskytne vlastní dům.
Antigen připravený Bashirem nejenže nefunguje, ale elektromagnetické záření z přístrojů navíc celou nemoc výrazně urychluje. Všichni dobrovolníci začnou umírat a v tu chvíli se objeví Trevean, a alespoň umožní umírajícím rychlou smrt s pomocí svého jedu. Runabout se vrací, ale Bashir odmítne odletět zpátky, chce se postarat o Ekorii, která brzy čeká dítě. Doktorovi se časem přece jen podaří dostat antigen z ekoriina těla, ale nemoc stále pokračuje. Porod ještě Ekoria zvládne, ale bezprostředně po něm umírá. Její dítě je ale naprosto zdravé, protože Bashir sice nenašel lék, ale vakcínu. Všechny aktuálně nakažené osoby už vyléčit nelze, ale pokud se vakcína podá všem těhotným ženám, bude příští generace Teplanů zdravá.
Zpátky na stanici Deep Space Nine si doktor Bashir vyslouží pochvalu od kapitána Siska, ale svůj úkol ještě nepovažuje za dokončený, protože Teplané stále umírají a on pokračuje ve snaze definitivně nalézt lék.